# Christoph Bach
Christoph Bach (19 d'abril de 1613 - 12 de setembre de 1661) va ser un músic alemany, i avi de Johann Sebastian Bach.
Fill de Johannes Bach, va néixer a Wechmar, Turíngia (Alemanya), el 19 d'abril de 1613. Va ser músic de la cort a Weimar, Prettin; entre 1642 i 1652 va ser Ratsmusikant a Erfurt. El seu darrer càrrec va ser director musical a Arnstadt, on va morir el 12 de setembre de 1661.
Tres dels seus fills van ser músics:
- Georg Christoph Bach
- Johann Christoph Bach (1645-1693)
- Johann Ambrosius Bach, el pare de Johann Sebastian.